# Кэсэм
Кэсэм (или Гермама) — река в Африке, протекает по территории Эфиопии, в северной части рифтовой долины. Основной приток реки Аваш.

## Гидрография
Кэсэм не является судоходной рекой, в сезон дождей очень полноводная. Исток реки расположен к западу от Аддис-Абебы, далее она течёт на восток до впадения в реку Аваш в нескольких километрах севернее Авашского национального парка.
Министерство водных ресурсов Эфиопии в 2005 году начало строительство дамбы на Кэсэме, чтобы с её помощью создать запасы воды, необходимой для ирригации земель вдоль берегов реки. В декабре 2008 года представитель министерства заявил о том, что этот проект завершён на 98 %.